# Lake Beddoes
Der Lake Beddoes ist ein See im Southland District der Region Southland auf der Südinsel von Neuseeland.

## Namensherkunft
Der See wurde im Jahr 1851 während des Acheron-Survey (Landvermessung, Erkundung), bei dem die HMS Acheron, ein Schiff der Royal Navy, eingesetzt wurde, benannt.

## Geographie
Der längliche Lake Beddoes befindet sich rund 1,95 km südlich des Wild Natives River und rund 2,5 km südöstlich des Bounty Haven, einer Verlängerung des Hāwea / Bligh Sound zur seeabgewandten Seite hin. Der See besitzt eine Flächenausdehnung von rund 60,6 Hektar und einen Seeumfang von rund 3,95 km. Er dehnt sich über eine Länge von rund 1,42 km in Nordnordwest-Südsüdost-Richtung aus und misst an seiner breitesten Stelle rund 550 m in Westsüdwest-Ostnordost-Richtung.
Gespeist wird der Lake Beddoes durch den Pitt River, der den See an seiner Nordwestseite auch entwässert.